# Ceratocombidae
Die Ceratocombidae sind eine Familie der Wanzen (Heteroptera) innerhalb der Teilordnung Dipsocoromorpha. Es sind ca. 50 Arten in 8 Gattungen der noch wenig erforschten Gruppe beschrieben. Hunderte Arten dieser Familie sind zwar dokumentiert, aber noch immer nicht erstbeschrieben. In Europa kommen 3 Arten vor, davon in Deutschland 2 und wiederum davon eine auch in Österreich.

## Merkmale
Die Tiere werden 1,5 bis 3,0 Millimeter lang und gehören damit zu den kleinsten Vertretern der Wanzen. Die meisten Arten sind düster gelblich bis dunkelbraun gefärbt. Die Arten der Ceratocombini und Trichotonanninae sehen kleinen, langbeinigen Vertretern der Drymini (Rhyparochromidae) ähnlich; die Arten der Issidomimini sind kleinen Blumenwanzen (Anthocoridae) ähnlich. Ihr Körper ist nur schwach sklerotisiert.
Ihre viergliedrigen Fühler sind geißelförmig, das zweite Glied ist 1,5 bis 2,5 Mal so lang, wie das erste. Das dritte und vierte Glied sind langgestreckt und geringt. Das Labium ist variabel ausgebildet. Seine Form reicht von dünn und langgestreckt bis kurz und dick. Es hat vier Glieder, wobei bei manchen Arten das Basalglied verdickt und schwach sklerotisiert ist und das Labium dadurch dreigliedrig wirkt. Dem Pronotum fehlt ein Kiel oder eine Rinne. Die Facettenaugen sind gut entwickelt bis zurückgebildet. Auch die Punktaugen (Ocelli) können ausgebildet sein, oder fehlen. Das Proepimeron ist vergrößert und verdeckt den Hinterrand des Kopfes. Die Anzahl der Tarsen an den Beinen ist unterschiedlich. Es existieren die Tarsenformeln 2:2:2, 2:3:3, 3:3:2 und 3:3:3, wobei sie sich auch innerhalb einer Art zwischen den Geschlechtern unterscheiden kann. Die Prätarsen sind variabel. Parempodia und Pulvilli sind entweder ausgebildet, oder fehlen. Die Metapleura sind stark zurückgebildet und die Duftdrüsenöffnungen am Metathorax befinden sich mittig auf den Metasterna. Flügeldimorphismus ist häufig, es gibt also innerhalb einer Art brachyptere Tiere, deren Flügel zurückgebildet sind und makroptere, voll geflügelte Tiere. Es tritt auch bei manchen Arten Coleopterie auf, sodass die Hemielytren unüblich für Wanzen ähnlich gebaut sind, wie die Deckflügel (Elytren) von Käfern. Diesfalls ist der Pleuralbereich am Thorax der Tiere ähnlich gebaut wie bei Wanzen der Familie Schizopteridae. Die Vorderflügel haben mittig entlang des Costalrandes eine deutliche, aber sehr kurze Unterbrechung. Diese tritt aber nur bei den makropteren und auch nicht bei den coleopteren Tieren auf. Distal auf den Flügeln sind zwei bis vier große Zellen ausgebildet. Der Hinterleib ist mit Ausnahme der Ceratocombini bei Männchen häufig asymmetrisch gebaut, so wie auch die männlichen Genitalien in der Regel asymmetrisch sind. Das neunte Laterotergit ist sekundär mit dem achten Tergum verbunden und ist dadurch anders als bei allen anderen Wanzen fortsatzähnlich. Bei Ceratocombus sind aber beide symmetrisch. Die Stigmen sind am zweiten oder dritten bis achten Hinterleibssegment ausgebildet und befinden sich in der Regel auf der Dorsalseite. Die Weibchen besitzen einen gut entwickelten Ovipositor und haben eine Spermatheca mit birnenförmigen Teil und kurzem Kanal.
Innerhalb der Dipsocoromorpha ist die Gruppe dadurch einzigartig, dass sich bei ihren Ceratocombini und einigen Issidomimini symmetrische Hinterleiber und Genitalien erhalten haben.

## Vorkommen
Die Familie ist weltweit verbreitet, hat ihr Hauptverbreitungsgebiet aber in den Tropen. In den kalten und gemäßigten Breiten sind sie eher selten, aber es Arten wie z. B. die paläarktisch verbreitete Ceratocombus corticalis, die ausschließlich in kalten Gebieten vorkommt.

## Lebensweise
Über die Lebensweise der Wanzen ist nur wenig bekannt. Die meisten Arten leben in mäßig feuchter Blattstreu, Totholz, Moosen und ähnlichen Lebensräumen in Spalten etc. Vertreter der Gattung Ceratocombus in Europa findet man z. B. typischerweise in der mit Farnlaub vermischten Streu von Nadelwäldern, trocknendem Torfmoos, das mit Blattstreu vermischt ist, in der Nadelstreu feuchter Wälder oder in der Streu von Schilfgras. Man kann die Tiere am besten mit Licht und Bodenfallen oder mit Berlesetrichtern fangen. Die Tiere sind vermutlich alle unspezifische Räuber, die sich von kleinen Gliederfüßern ernähren. Anhand der Merkmale der Mundwerkzeuge zeigt sich, dass es vermutlich suchende und aktive Jäger gibt und auch solche Arten, die an Pilzen fressen. In einigen Gattungen finden sich flinke Läufer. Die Wanzen sind sehr austrocknungsempfindlich.

## Taxonomie und Systematik
Pavel Štys erkannte 1970, dass die Gruppe in den Familienrang zu stellen ist. Zuvor war sie den Dipsocoridae (=Cryptostemmatidae) oder deren Unterfamilie Dipsocorinae (= Cryptostemmatinae) zugerechnet worden. Folgende Subtaxa werden derzeit anerkannt:
- Unterfamilie Trichotonanninae
  -     - Gattung Trichotonannus (6 Arten; Afrotropis, Madagaskar, Teile der Orientalis)
- Unterfamilie Ceratocombinae
  - Tribus Ceratocombini
    - Gattung Ceratocombus (25 Arten, Hunderte noch unbeschrieben; weltweit)
    - Gattung Leptonannus (3 Arten; Nearktis, Neotropis, Afrotropis)

  - Tribus Issidomimini
    - Gattung Issidomimus (2 Arten; Orientalis, Papua-Neuguinea)
    - Gattung Muatianvuaia (5 Arten; viele Arten noch unbeschrieben; Afrotropis)
    - Gattung Kvamula (4 Arten; Vietnam)

In Europa treten folgende Arten auf:
- Ceratocombus coleoptratus (Zetterstedt, 1819)
- Ceratocombus brevipennis Poppius, 1910
- Ceratocombus corticalis Reuter, 1889

## Belege